# Adenoncos elongata
Adenoncos elongata är en orkidéart som beskrevs av Johannes Jacobus Smith. Adenoncos elongata ingår i släktet Adenoncos och familjen orkidéer. Inga underarter finns listade i Catalogue of Life.